# István Németh
István Németh (Körmend, 16 novembre 1979) è un ex cestista ungherese, professionista in Europa.

## Carriera
Con l'Ungheria ha disputato i Campionati europei del 1999.

## Palmarès
- Campionato ungherese: 1

Körmend: 2002-2003
- Coppa di Polonia: 1

Prokom Sopot: 2006